# デンジャラス・ゲームス
『デンジャラス・ゲームス』（Dangerous Games）は、グラハム・ボネットが率いるヘヴィメタル・バンド、アルカトラスが1986年に発表した3作目のスタジオ・アルバム。

## 背景
スティーヴ・ヴァイがデイヴィッド・リー・ロスのバンドに引き抜かれた後、ヴィニー・アピス（当時アルカトラスと同じマネージメントに所属していたディオのドラマー）が旧知のダニー・ジョンソンを後任ギタリストに推薦した。バンドの中心人物グラハム・ボネットは、ジョンソンのプレイ・スタイルに関して「スティーヴともイングヴェイ・マルムスティーンとも違うギタリストだ。もっとブルージーで、キャピトル・レコードが俺達に求めていた、より売れ線の方向性にも合っていた」と語っている。レーベル側の要求により、本作にはカヴァー曲が収録され、「イッツ・マイ・ライフ」はアニマルズのカヴァーで、「オンリー・ワン・ウーマン」は、ボネットが過去に在籍していたデュオ「ザ・マーブルズ」のシングル・ヒット曲のリメイクである。
アルカトラスは本作を最後にいったん解散したが、ボネットは2007年から2014年にかけてアルカトラス名義でのライブ活動を行い、2020年にはアルカトラス名義としては34年ぶりの新作スタジオ・アルバム『ボーン・イノセント』を発表している。

## 反響・評価
日本のオリコンLPチャートでは最高62位に終わり、アルカトラスのアルバム（ライブ・アルバムも含む）としては初めて、日本におけるトップ40入りを逃す結果となった。ジョージ吾妻は『BURRN!』誌の1986年10月号で100点満点中86点を付け、ダニー・ジョンソンの演奏に関して「少しメタル感覚で弾いているが、あまり目立つことなく控えめである」、ボネットの歌唱に関して「上手さは今更言うまでもないが、今回は2曲ほど入っているバラードが、世界一のヴォーカルを再認識させてくれる」と評した。また、Eduardo Rivadaviaはオールミュージックにおいて5点満点中2点を付け「風変りだが挑戦的な音楽性だった前作『ディスタービング・ザ・ピース』（スティーヴ・ヴァイが音楽性を決定づけた）と比べて、より一貫性があるが、守りに入っており、1980年代の魂を欠いたメインストリーム・ロックの慣例に、全くもって忠実となっている」と評している。

## 収録曲
1. イッツ・マイ・ライフ - "It's My Life" (Roger Atkins, Carl D'Erico) – 4:12
2. アンダーカヴァー - "Undercover" (Graham Bonnet, Jo Eime, Jimmy Waldo, Danny Johnson) – 3:41
3. ザット・エイント・ナッシン - "That Ain't Nothin'" (G. Bonnet, J. Eime, J. Waldo, D. Johnson, Gary Shea, Jan Uvena) – 3:53
4. ノー・イマジネーション - "No Imagination" (G. Bonnet, J. Eime) – 3:17
5. OHAYO TOKYO - "Ohayo Tokyo" (G. Bonnet, J. Eime) – 2:59
6. デンジャラス・ゲームス - "Dangerous Games" (D. Johnson) – 3:26
7. ブルー・ボア - "Blue Boar" (G. Bonnet, J. Eime, J. Waldo, D. Johnson) – 3:14
8. オンリー・ワン・ウーマン - "Only One Women" (Barry Gibb, Maurice Gibb, Robin Gibb) – 3:44
9. ザ・ウィッチウッド - "The Witchwood" (G. Bonnet, J. Eime, J. Waldo, D. Johnson) – 3:59
10. ダブル・マン - "Double Man" (G. Bonnet, J. Eime, J. Waldo, D. Johnson, G. Shea, J. Uvena) – 4:31
11. ナイト・オブ・ザ・シューティング・スター - "Night of the Shooting Star" (G. Bonnet, J. Eime) – 1:05

### 2016年リマスターCD (HNECD066)ボーナス・トラック
全曲とも1986年11月29日のロングアイランド公演におけるオーディエンス録音である。
1. "Island in the Sun" (G. Bonnet, Yngwie Malmsteen, J. Waldo) – 4:18
2. "It's My Life" (R. Atkins, C. D'Erico) – 4:24
3. "Undercover" (G. Bonnet, J. Eime, J. Waldo, D. Johnson) – 3:25
4. "God Blessed Video" (G. Bonnet, Steve Vai) – 5:43
5. "Double Man" (G. Bonnet, J. Eime, J. Waldo, D. Johnson, G. Shea, J. Uvena) – 5:08
6. "Wire and Wood" (G. Bonnet, S. Vai) – 4:25
7. "Since You Been Gone" (Russ Ballard) – 3:14
8. "All Night Long" (Ritchie Blackmore, Roger Glover) – 7:21

## 参加ミュージシャン
- グラハム・ボネット - ボーカル
- ダニー・ジョンソン - ギター、バッキング・ボーカル
- ジミー・ウォルドー - キーボード、バッキング・ボーカル
- ゲイリー・シェア - ベース
- ヤン・ウヴェナ - ドラムス、パーカッション、バッキング・ボーカル

アディショナル・ミュージシャン
- ジェイ・デイヴィス - バッキング・ボーカル
- ジミー・ハスリップ - ベース